# マッチコミッショナー
マッチコミッショナー（Match Commissioner）はサッカー・ラグビーの試合に於いて試合会場に於ける全ての出来事に関して監督、運営上の最終的な判断を行い、これらの事柄に関する報告書を派遣元の機関に対して報告する役割を担った人物を指す。MCと略す場合もある。
以下は主にサッカーについて述べる。
通常、試合を行うクラブ、チームが所属する機関、若しくは上位に位置する機関からある一定以上のカテゴリの試合について派遣される。即ち国内のリーグ戦、カップ戦では、所属リーグないしは各国サッカー協会から、大陸連盟レベルの試合については各大陸連盟から、それ以上のレベルについては国際サッカー連盟（FIFA）から派遣される。
どのカテゴリ、大会にマッチコミッショナーを派遣するかは各機関の規定により定められている。
日本語ではかつて「マッチコミッサリー」として言及されてきた時期があったが、FIFAでは英語の"Match Commissioner"と言う表記を用いていた。これに併せて現在ではMatch Commissionerをカタカナ転換した「マッチコミッショナー」という表記が日本サッカー協会、日本プロサッカーリーグに於いて用いられている。
審判員のジャッジメントに対する監査の役割については、マッチコミッショナーに含む場合と、マッチコミッショナーとは別個に審判インスペクターを置く場合がある。

## ルール上の規定
サッカーのルールである、"Law of the Game"（日本サッカー協会では「サッカー競技規則」）にはマッチコミッショナーに関する規定は無い。リーグ毎、大会毎にルール以外に別個に規定を置いてマッチコミッショナーを設置している。

## 役割
マッチコミッショナーは試合会場に赴き、そこで起きる全ての出来事に関して監督するのが主な役割である。
試合前のマッチコミッショナーの役割としては
- 詳細な試合開始時間の決定
- 審判員の確認
- 出場選手の確認
- ユニフォームの確認
- 試合会場の確認
  - フィールドの確認
  - 試合会場の安全の確認（安全が確保できなければ試合の中止を決定できる）
  - オフィシャル、スタッフ以外のフィールドへの侵入の防止が図られているかの確認

等が挙げられる。
試合中の役割としては
- 審判員のジャッジメント・コメントに関してメモを行う。（審判インスペクターを兼ねる場合）
  - ミス・ジャッジが起こった際は、マッチコミッショナーのコメントが重要視される。

試合後の役割としては
- 記録係が製作した公式記録を確認し署名を行う。
- 審判員と、ジャッジメントについて協議する。
- 規定の時間以内に派遣先機関に対して報告書を提出する。

## マッチコミッショナーが報告する内容
マッチコミッショナーは派遣された機関に対して、規定時間以内に試合の詳細な報告書を提出する事が求められている。
マッチコミッショナーが報告する内容の中で、別個報告先機関による検討が必要になるものとして以下のものが挙げられる。
- 審判員のミスジャッジングについて。
- 競技会場で起こったアクシデントについて。
  - 何らかの原因による、試合開始の延期、もしくは中止。
  - 許可された者以外のフィールドへの侵入。
  - サポーター同士による競技場内での衝突。

## 関連用語
- 立会人 - 一般的な「立会人」について。
- 公式記録員 (野球)
- テーブルオフィシャルズ - バスケットボールにおいて、同様の役割を担う職位名。
- コミセール - 自転車競技において、同様の役割を担う職位名。